# Yoann Salmier
Yoann Salmier (* 21. November 1992 in Villiers-le-Bel) ist ein französisch-guayanisch-französischer Fußballspieler, der aktuell bei Clermont Foot in der Ligue 2 spielt.

## Karriere

### Verein
Salmier entstammt der Fußballakademie von Racing Straßburg, wo er 2008 begann. Im Januar 2013 wechselte er zum FC Saint-Brice, jedoch wurde er nach anderthalb Jahren wieder von den Straßburgern verpflichtet. Dort spielte er in der Saison 2014/15 bereits 20 Mal in der dritthöchsten Liga Frankreichs, der National, wobei er einmal traf. 2015/16 kam er dort nur noch elfmal zum Einsatz, schaffte mit seinem Team als Meister jedoch den Aufstieg in die Ligue 2. Am dritten Spieltag der Saison 2016/17 wurde Salmier gegen den FC Tours eingewechselt und debütierte somit im Profibereich. Straßburg wurde mit 22 Saisoneinsätzen für Salmier am letzten Spieltag noch Meister und schaffte somit den Durchmarsch in die Ligue 1. Direkt am ersten Spieltag, Anfang August 2017, stand er bei einer 0:4-Niederlage gegen Olympique Lyon in der Startelf und kam so zu seinem ersten Ligue-1-Einsatz. Insgesamt spielte er in der Spielzeit 2017/18 14 Mal in der zweiten französischen Liga.
Im Sommer 2018 wechselte er zurück in die Ligue 2 und schloss sich per Leihe mit Kaufoption dem ES Troyes AC an. Dort war er gesetzt und spielte 2018/19 34 Mal eingeschlossen der Aufstiegs-Relegation, in der man scheiterte. Nach der Leihe wurde er für 500 Tausend Euro fest von Troyes verpflichtet. Am neunten Spieltag der Spielzeit 2019/20 erzielte Salmier sein erstes Tor überhaupt auf Profiebene gegen die US Orléans. Insgesamt kam er 2019/20 auf 27 von 28 möglichen Einsätzen und schoss ein Tor. In der Saison 2020/21 schoss Salmier zwei Tore in 35 Einsätzen und wurde mit seiner Mannschaft erneut Zweitligameister. Daraufhin spielte er in der Ligue 1 2021/22 31 Mal. Zu Beginn der Spielzeit 2022/23 kam er zu seinem ersten Treffer in der höchsten französischen Spielklasse, als er bei einem 4:2-Sieg über die AS Monaco traf. Er beendete die Spielzeit mit 32 Einsätzen und diesem einen Tor.
Nach dem Abstieg von Troyes wechselte Salmier zum Erstligaaufsteiger Le Havre AC. In seiner ersten Saison absolvierte er 20 Ligaspiele, davon 15 über die vollen 90 Minuten. In der folgenden Saison kam er zunächst auf 13 Einsätze, bevor er im Februar 2025 zu Clermont Foot wechselte.

### Nationalmannschaft
Am 7. Juni 2016 war Salmier das erste Mal im Kader der französisch-guayanischen A-Nationalmannschaft und debütierte in der Qualifikation zur Fußball-Karibikmeisterschaft 2017 gegen die Dominikanische Republik auch direkt. Erst im März 2019 kam er gegen Kanada zu einem einzigen weiteren Einsatz.

## Erfolge
Racing Straßburg
- Meister der National und Aufstieg in die Ligue 2: 2016
- Meister der Ligue 2 und Aufstieg in die Ligue 1: 2017

ES Troyes AC
- Meister der Ligue 2 und Aufstieg in die Ligue 1: 2021